# Pif Gadget
Pour les articles homonymes, voir Pif et Gadget (homonymie).
Pif Gadget, également connu sous le nom de Pif, est un magazine trimestriel français de bande dessinée pour la jeunesse créé en février 1969, dont la fréquence de parution était à l'origine hebdomadaire, qui constitua un phénomène de presse majeur dans les années 1970-1980, avec plusieurs numéros tirés à un million d’exemplaires.
Successeur de Vaillant, le journal de Pif dont il reprend la ligne éditoriale à gauche, dès ses débuts Pif Gadget présentait la particularité d'inclure un gadget à chaque édition, mais également de contenir des récits complets, ce qui était novateur pour l'époque: la plupart des autres revues de bandes dessinées contenaient toujours des histoires à suivre, forçant ainsi à la fidélisation du lecteur par l’achat très régulier du même magazine. Le journal est lié au Parti communiste français mais sans le montrer dans son contenu et « évit[e] avec soin tout bourrage de crâne politique », selon Le Monde en 2015.
Alternant à chaque parution les styles comique et réaliste ainsi que la couleur et le noir et blanc, le magazine a notamment lancé des séries culte de la bande dessinée française (telles Corto Maltese, Rahan, Docteur Justice, etc., dans le style « réaliste », mais également Placid et Muzo, Pifou, Supermatou, Horace, cheval de l'Ouest, La Jungle en folie, Gai-Luron ainsi que Léonard et bien d'autres, dans le genre « comique »), tout en continuant à publier les aventures de Pif le chien.
Pif Gadget a été un phénomène de presse majeur dans les années 1970-1980. Après une interruption de 1993 à 2004, il paraît à nouveau sous forme de mensuel jusqu'en décembre 2008, puis sous forme de hors-série en juin 2015. À la suite du succès des hors-série, la publication du magazine reprend sous le nom Super Pif en juin 2015 puis cesse en octobre 2017 avec la parution du no 9. La cessation définitive est annoncée fin mars 2018.
Fin juin 2018, une opération de financement participatif est lancée avec l'objectif de faire paraître à partir de fin septembre 2018 un nouvel hebdomadaire intitulé Pif. Finalement, le magazine, dont la licence d’exploitation a été cédée à l'ancien député et ancien secrétaire d'État Frédéric Lefebvre, ressort à partir du 16 décembre 2020 sous le titre de Pif le mag, en parution trimestrielle.

## Historique

### Les journaux communistes avantPif(1901-1969)

#### Les pionniers
Le premier journal illustré pour enfants de la mouvance socialiste s'intitule Jean-Pierre. Il est créé le 1er décembre 1901 par une coopérative autogérée, « L'Émancipatrice », qui souhaite donner aux enfants autre chose que les traditionnels périodiques jeunesses qui sont le plus souvent catholiques. Il comporte des contes, jeux et ce qui sera appelé plus tard des bandes dessinées. Si le fond est comique, il essaye de provoquer une réflexion chez ses lecteurs sur des thèmes comme le racisme et l'antimilitarisme[réf. nécessaire]. Le travail manuel est mis à l'honneur et, de temps en temps, est publié un reportage sur une entreprise ou une école au fonctionnement socialiste. Par contre, l'idée de révolution socialiste est peu abordée. Faute d'abonnés, le mensuel s'arrête en août 1904.
Il faut attendre le 1er janvier 1911 pour qu'un successeur apparaisse avec le journal Les Petits Bonshommes. Il est créé par la Ligue ouvrière de protection de l'enfance, très proche du syndicalisme révolutionnaire de la Confédération générale du travail (CGT), et constitue l'équivalent jeunesse de La Vie ouvrière. Le contenu est relativement similaire à Jean-Pierre et le ton est donné dans le premier numéro « Préparer une génération d'êtres humains au cerveau libre et au cœur droit […] qui n'auront pas de peine à débarrasser le monde des vilains bonshommes qui depuis plusieurs siècles ont tenu leurs pères en esclavage. » Les sciences sont mises à l'honneur, surtout pour combattre les idées de l'Église catholique. Il contient beaucoup de dessins humoristiques sur les inégalités sociales, mais les bandes dessinées ont peu de contenu idéologique. La diffusion ne dépasse jamais la poignée de milliers de lecteurs et s'arrête en 1914.
Les Petits Bonshommes réapparaît huit ans plus tard. Il est proche, par sa direction, du Parti communiste français ; dans son comité de patronage, se trouve Anatole France ou Ferdinand Buisson. Grâce au soutien du Syndicat national des instituteurs, il connaît une diffusion dix fois plus importante que son prédécesseur. L'écrit est mis en avant, pour se démarquer des autres périodiques, qualifiés de « vulgaires ». L'influence des enseignants se ressent, avec une part belle faite à l'acquisition des connaissances ainsi qu'à des valeurs morales et civiques comme l'honnêteté, la solidarité, le courage ou encore le goût de l'effort. Il combat aussi le racisme et suit une ligne pacifiste[réf. nécessaire]. Contrairement à ses prédécesseurs, il ne prend pas part au combat politique et ne s'en prend pas à l'Église. Les illustrations sont de bonne qualité, mais les bandes dessinées sont limitées à une page par numéro. Le périodique disparaît en 1926, après 159 numéros.
En 1921, est créé Le Jeune Camarade, édité par la Fédération nationale des Jeunesses communistes. Sa ligne éditoriale est très politique, avec des descriptions très crues de la misère ouvrière, le capitalisme et le colonialisme, et les instituteurs sont montrés comme des gens brutaux. Beaucoup d'articles de propagande sur l'Union soviétique sont écrits, mais peu de bandes dessinées sont publiées. Il disparait en 1929.

#### Mon camarade
En juin 1933, la Fédération d'enfants ouvriers et paysans, émanant du Parti communiste français, crée le journal Mon camarade. Il est créé dans un contexte social explosif, où la crise touche la France et fait grimper le chômage. Des mouvements sociaux d'ouvriers et paysans éclatent dans le pays. Le PCF fait sienne la ligne anti-socialiste des bolcheviks, mais ses effectifs sont en forte baisse et ses résultats électoraux sont les plus mauvais depuis sa fondation. Dans ce contexte, les premiers numéros de Mon camarade sont très politisés. La diffusion du périodique se situe entre 20 000 et 50 000 exemplaires, avec un contenu qui au début compte peu de bande dessinée. La ligne éditoriale est la suivante : dire la vérité aux enfants contrairement aux journaux « bourgeois » ; ainsi, les instituteurs sont dénoncés comme des gens cruels, les programmes scolaires seraient remplis de mensonges et l'école est une institution qui est contre les enfants de prolétaires. De plus, y sont publiés des articles de propagande qui vantent les réalisations des municipalités de la banlieue rouge et de l'URSS, ainsi que des articles très anticléricaux axés sur l'Histoire et les sciences.
En 1934, le PCF change de ligne et réclame un front populaire antifasciste. La ligne éditoriale de Mon camarade change et devient moins militante. Plus ouvert, le journal publie de plus en plus de bandes dessinées et, si le ton est toujours antibourgeois, les scénarios sont plus travaillés avec notamment la série Les Aventures de Pat'Soum qui est de loin la série la plus réussie de l'illustré. Une nouvelle formule est lancée en novembre 1935 avec l'introduction de pages de bande dessinée en plus, mais aussi avec plus de récits de fiction ou des jeux. Le journal recrute de bons auteurs de bande dessinée, avec notamment Bob Dansler qui crée Jim Mystère, la série la plus populaire du périodique. Il s'agit d'un western qui renverse les clichés du genre, puisque le cowboy défend les Amérindiens et défend le gouvernement socialiste du Mexique. Jean Trubert rejoint le journal en 1937 et adapte des grands récits d'aventures comme Gargantua ou Don Quichotte. La science-fiction arrive au même moment dans le journal.
Malgré l'actualité brûlante de la fin des années 1930, le journal évite de trop en parler et préfère divertir ses lecteurs. Le 26 septembre 1939, considérant que le PCF est du côté de l'ennemi hitlérien en soutenant le pacte germano-soviétique, le gouvernement dissout le parti et la presse qui lui est liée dont Mon camarade. La plupart des exemplaires sont détruits pendant la guerre, pour éviter des ennuis avec l'occupant.

#### Vaillant
Pif est aussi l'héritier du journal de jeunes Vaillant, lié au mouvement communiste de jeunesse « des Vaillants et des Vaillantes » et garda en sous-titre le nom du journal résistant Le Jeune Patriote, né en 1942 comme feuille ronéotée, et devenu en 1945 le fleuron, côté jeunesse, du groupe de presse Union française de l'information, publiant des textes de très jeunes résistants comme Madeleine Riffaud et Pierre Ollier de Marichard.
Pendant la guerre, lors de l'attaque de l'URSS par l'Allemagne nazie, le Parti communiste français appelle à une résistance armée contre l'occupant. En janvier 1942, est publié un tract baptisé Le Jeune Patriote, rédigé par des jeunes communistes et qui appelle à lutter contre les régimes fascistes. En septembre 1944, le Gouvernement provisoire de la République française autorise les journaux issus des mouvements de résistances à paraître. Le 13 octobre 1944, Le Jeune Patriote sort son premier numéro légal. Il est composé de nouvelles, jeux, dessins politiques et, à partir du numéro trois, de bandes dessinées. À cause de la pénurie de papier, le tirage est limité à quelques dizaines de milliers d'exemplaires. L'équipe dirigeante transforme alors le journal, pour cibler les 8-12 ans ; une maquette est mise au point et des dessinateurs contactés (dont certains anciens de Mon camarade). Le nom Vaillant est choisi pour introduire le doute avec le journal catholique Cœurs Vaillants, alors interdit pour ses activités durant la guerre.
Le premier numéro de Vaillant sort le 1er juin 1945 avec un contenu proche de celui de Mon camarade. Le succès est au rendez-vous, puisque les 100 000 exemplaires vendus sont atteints à la fin de l'année. Dans le no 45 du 14 décembre 1945, Raymond Poïvet et Roger Lécureux lancent la série de science-fiction Les Pionniers de l'Espérance. Dans le no 56 du 16 mai 1946, parait le premier Placid et Muzo de José Cabrero Arnal.
Vaillant rejette les super-héros américains, préférant publier des bandes dessinées avec des héros qui font le bien et refusent l'injustice, comme Yves le Loup de Jean Ollivier et René Bastard (no 113 du 10 juillet 1947) ou Ragnar le Viking de Jean Ollivier et Eduardo Coelho (no 515 du 27 mars 1955). Des jeunes dessinateurs comme Paul Gillon ou Jean-Claude Forest débutent dans le journal. Dans le no 397 du 21 décembre 1952, le journal offre à ses lecteurs pour Noël une histoire de Pif le chien, une série créée quelques années auparavant par José Cabrero Arnal dans le quotidien L'Humanité. Par la suite, les problèmes de santé d'Arnal l'obligent à confier son chien à d'autres dessinateurs comme Roger Mas ou Michel Motti. Des auteurs qui connaîtront un grand succès plus tard travaillent alors pour Vaillant, comme Jean Tabary, René Goscinny, Nikita Mandryka, Marcel Gotlib ou Christian Godard.
Face à la concurrence des petits récits complets qui séduisent de plus en plus les jeunes, Vaillant lance dans la précipitation une nouvelle formule en mai 1962, avec un format plus petit et un plus grand nombre de pages. Il lance aussi des hors-série comme Pif Poche, qui se vendent très bien et permettent de compenser financièrement les pertes du journal.
De 1957 à 1964, le journal perd 10 000 lecteurs par an et tombe à 83 000 exemplaires vendus. De plus, les quelques albums publiés sont un échec commercial. Jean Ollivier et Roger Lécureux quittent la tête du journal. Pour redresser la situation, la direction du PCF impose Pierre Bellefroid au poste de directeur ; celui-ci prend des mesures radicales, parmi lesquelles la fermeture de la Librairie Vaillant qui s'occupait de la politique éditoriale des albums. Il remanie l'équipe dirigeante en licenciant les militants du Parti et nomme Georges Rieu comme rédacteur en chef, avec pour mission de mettre au point une nouvelle formule. Le premier numéro de cette formule sort en avril 1965. Le chien Pif est mis en avant jusque dans le titre, qui devient : Vaillant, le journal de Pif, alors que le rédactionnel laisse sa place à des histoires complètes. Les ventes remontent grâce à une stratégie qui met l'accent sur des porte-clés offerts pendant plusieurs mois avec le journal et en persuadant les vendeurs volontaires de L'Humanité de vendre aussi Vaillant. Les ventes remontent, mais après l'opération « porte-clés » baissent de nouveau.

### Débuts dePif Gadget: la période rouge (1969-1973)
Le 24 février 1969, Pif Gadget est le successeur de Vaillant, le journal de Pif. Pif le chien est né en 1950 dans le journal L'Humanité sous la plume de José Cabrero Arnal, surnommé affectueusement Monsieur Paparnal. Le magazine s'appelle à ses débuts Pif et son Gadget surprise (no 1239). Il adopte une double numérotation à partir du no 1243 qui est aussi le no 5. Quelques mois plus tard, il s'intitule Pif et son Gadget (no 1298-no 60) et enfin Pif Gadget avec le no 1331 ou no 93 en novembre 1970. C'est un hebdomadaire. Les ventes, qui stagnaient alors à 55 000 exemplaires avec Vaillant, le journal de Pif, sont propulsées entre 200 000 et 225 000 au premier exemplaire.
Il doit son nom à :
- son héros principal, le chien Pif ;
- au gadget inclus avec chaque numéro, dont les célèbres « Pifises » (Artemia salina, un petit crustacé), et les « Pifitos », des pois sauteurs vivants du Mexique. Le premier gadget sont les « lunettes sidérales », qui permettent de voir sans que l'on soit vu.

Pif Gadget est l'un des trois grands secteurs de la presse magazine jeunesse français de l'époque, représentant la tendance communiste face aux publications de la presse catholique d'une part et celles promouvant le « rêve américain » (Le Journal de Mickey) d'autre part,,,.
Prolongeant la tradition de son prédécesseur Vaillant, le journal de Pif, Pif Gadget constitue ses dix premières unes en publiant le début de l'aventure hebdomadaire de son héros Pif.
La une du no 11 voit la présentation sous forme de devinette du gadget par un personnage comique de l'illustré, en l'occurrence Arthur. Ces deux présentations alternent alors à l'exception du no 13 qui présente les nouveaux héros comiques Les Rigolus. La une du no 17 est réalisée par le gag d'un autre personnage comique, Gai-Luron, le format du gag s'inspirant des planches publiées par les collections « Poche » des héros de l'illustré. Ce nouveau type de une, constitué d'une courte histoire de une à six vignettes maximum, alternera désormais. L'exception viendra du no 25 qui voit le gadget présenté par deux personnages étrangers aux héros du magazine. La une du no 33 publie la présentation du gadget en un dessin. La une du no 34 voit la première représentation du gadget « La collection de timbres » par une photo. La une du no 37 montre le premier dessin réaliste du gadget.
La une du no 52 sera, pour la rédaction, l'occasion de publier un numéro spécial pour célébrer le premier anniversaire de la nouvelle formule du magazine.
À partir du no 53, la une est entièrement consacrée à l'annonce du gadget, véritable moteur de la distribution du magazine.
La une du no 64, présentée par le personnage réaliste Loup Noir signée par son dessinateur Kline (Roger Chevaillier), est publiée décadrée en hauteur sans le nom du gadget, Le bracelet de Loup Noir.
La une du no 114, présentée par les personnages comiques Pif et Hercule, est publiée décadrée latéralement sans le nom du gadget, De véritables castagnettes espagnoles.

#### Records de diffusion
Le magazine est un phénomène de presse majeur dans les années 1970-1980. Son succès doit beaucoup aux gadgets qu'il propose, idée inspirée à son directeur commercial, André Limansky, par les cadeaux faits par la marque de lessive Bonux. Ceux de Pif Gadget font un tabac parmi les écoliers dans les cours de récréation.
En avril 1970, le numéro 60 de Pif Gadget, qui contenait les fameux Pifises, a été tiré à 1 000 000 d'exemplaires au total avec d’abord (650 000 exemplaires, puis retiré à 350 000 exemplaires).
En septembre 1971, le numéro 137, qui propose comme gadget les « pois sauteurs du Mexique », est également tiré à 1 000 000 d'exemplaires. Il s'agit dans les deux cas du plus fort tirage en Europe pour un journal de bande dessinée.

### Déclin et première disparition (1973-1994)
En septembre 1977, le numéro 443, avec à sa une sans bande dessinée, dessin ou photo, mais avec le titre « La mort de Rahan », atteindra à nouveau le million d'exemplaires. Vers la fin des années 1970, les ventes sont à 400 000 exemplaires par semaine, elles passent à 220 000 en 1985 puis à 40 000 en 1992.  
À partir du no 682 le 20 avril 1982, le titre devient Le Nouveau Pif qui possède deux couvertures. À partir de l'une d'elles, on trouve la section gadget. En retournant la revue, on trouve la couverture consacrée à toute la partie BD de la revue. Le mensuel Pif Super gadget paraît en parallèle le 23 mars 1983. À partir du no 780 le 6 mars 1984 l'hebdomadaire revient à une forme plus classique avec une seule couverture. Le titre devient Le Nouveau Pif et son gadget, puis seulement Pif à partir du no 875 en décembre 1985.
Le coût des gadgets et l'importance prise par la télévision entament le déclin du magazine, qui finit par devenir mensuel en juillet 1993 et les gadgets disparaissent. Le numéro 42 du 12 avril 1992 est le dernier numéro du mensuel Pif Super gadget. 
Progressivement, et du fait du succès phénoménal de Pif Gadget, l'aspect commercial et la mainmise du marketing devient de plus en plus important vers les années 1980, par rapport au rédactionnel et à la bande dessinée, et des anicroches apparaissant entre la rédaction et le département des ventes. La plupart des acteurs clés partent. Les nouveaux décisionnaires suivent la formule de leur « poule aux œufs d'or » (les gadgets), en omettant ce qui faisait l'originalité de la publication. Le magazine, de leader, devient progressivement semblable aux autres titres pour la jeunesse de cette période.[réf. nécessaire]
La culture populaire, ouvrière, dont les éditions Vaillant étaient l'un des vecteurs, disparaît progressivement du paysage français au profit de la culture de la mondialisation, qui débute dans ces années, avec sa culture « unifiée » au niveau mondial. Pif Gadget ne survivra que deux ans après la chute de l'URSS. La pagination diminue, les gadgets deviennent de moins bonne qualité.[réf. nécessaire]
L'une des dernières grandes œuvres du magazine est, en 1989, l'édition à chaque numéro et pendant plusieurs mois d'un fascicule sur la Révolution française, que revivent Pif et Hercule. Le dernier numéro de Pif le journal paraît le 1er novembre 1993 (no 1253). S'ensuivent trois numéros de Pif découverte en décembre 1993, qui seront les derniers.

### Renaissance (2004-2008)
Dans un contexte de nostalgie de l'âge d'or de Pif Gadget, Patrick Apel-Muller, rédacteur en chef de L'Humanité, conçoit une relance de la revue afin de proposer un mensuel jeunesse portant des valeurs humanistes et altermondialistes. Apel-Muller est directeur de la rédaction tandis que Pierre Dharréville puis François Toulat-Brisson sont les rédacteurs en chef, et le scénariste François Corteggiani est le rédacteur en chef BD. Une nouvelle génération d'auteurs rejoint les dessinateurs et scénaristes de l'ancien hebdomadaire.
Un premier numéro double spécial été est publié le 1er juillet 2004, puis à partir du second numéro de septembre la périodicité devient mensuelle. Les deux premiers gadgets offerts sont un ensemble pour élever des « Pifises » (Artemia salina) et de quoi créer des « œufs cubiques », en hommage à deux gadgets emblématiques.
On retrouve plusieurs des séries phare de l'âge d'or du magazine : Pif et Hercule, chaque mois. Mais aussi, ponctuellement, Docteur Justice, Placid et Muzo, Léo bête à part, ou encore Rahan.
De nombreuses séries nouvelles viennent compléter le sommaire, dont Nestor et Polux de O'Groj (dessin) et Tarrin et Neidhardt (scénario), Quentin le seul de Patrice Lesparre (scénario et dessin), Trelawney, les mémoires d'un gentilhomme corsaire de Richard Marazano (scénario) et Alfonso Font (dessin), Les Apatrides de Patrice Lesparre (scénario) et Chris Malgrain (dessin), Le Cavalier Maure de Jean-Marc Lainé (scénario) et Patrick Dumas (dessin), Cos & Mos de Richard Marazano (scénario) et Abel (dessin), Jean Paul Farte et ses amis de Steve Baker (renommée La Vie en Slip lorsque la série est repêchée par les éditions Dupuis et publiée dans Spirou en 2009) ou Banc d'essai de la Toto Brothers Company (scénario et dessin).
Toutefois, l'éditeur connaît de grandes difficultés financières et doit cesser la publication du magazine en novembre 2008, avec la publication du numéro 53 — et sa machine à faire les œufs carrés — qui marque la fin de cette résurrection.
L'entreprise Pif Éditions, éditrice du magazine, est placée en liquidation judiciaire le 15 janvier 2009, suivant le placement en redressement judiciaire de mars 2007. Les six salariés permanents et la trentaine de pigistes reçoivent en janvier leur lettre de licenciement.

### La périodeSuper Pif(2015-2017)
En septembre 2014, Patrick Le Hyaric, directeur du journal L'Humanité, lequel est resté propriétaire de la marque Pif Gadget, annonce son intention de relancer le magazine.
Le 25 juin 2015, sort un numéro hors-série d'été de 192 pages tiré à 100 000 exemplaires, baptisé « Super Pif ». Ce numéro spécial réunit des rééditions des aventures des personnages de Corto Maltese, Rahan, Supermatou, Horace cheval de l'Ouest, mais aussi « des créations nouvelles autour des personnages de Pif, Hercule, Placid et Muzo […] par de nouveaux dessinateurs [se devant de respecter] les personnages originaux, la qualité du dessin et l'univers d'origine » ainsi que le révèlent Olivier Chartrain, son rédacteur en chef, et Frédéric Gargaud, le concepteur éditorial de ce hors-série.
Le gadget fait son retour à l'occasion de la sortie de Super Pif no 2 le 2 décembre 2015. Avec ce numéro sont ainsi distribuées plus de 2,5 millions de graines de sapin à planter, en référence à un ancien gadget mythique de 1975, le « Sapif ».
À partir de 2016, Super Pif adopte une périodicité trimestrielle, autour d'une équipe éditoriale animée par Olivier Chartrain, Frédéric Gargaud et le scénariste François Corteggiani, qui intervient dans ce projet à titre de conseiller éditorial.
Le neuvième et dernier numéro de Super Pif paraît en octobre 2017.

### Un projet avorté:Pif(2018)
En mars 2018, un nouveau projet est évoqué et en juin de la même année un financement participatif est lancé autour d'un projet d'hebdomadaire intitulé Pif. La conception de ce projet inhabituel (non plus un magazine à feuilleter, mais une grande feuille à déplier, similaire à la formule originelle du magazine Tchô!) est confiée à des graphistes de l'Atelier 510 TTC, avec notamment Thomas Labourot et James Morja au dessin. Malgré plus de 50 000 euros récoltés, le projet ne verra pas le jour. Seul un numéro zéro sera finalement réalisé et distribué lors de la Fête de l'Humanité en septembre 2018. En 2019, les souscripteurs seront finalement avertis que les initiateurs du projet ne s’estiment pas capables de lancer le projet en raison d'importants obstacles financiers.

### Relance par Frédéric Lefebvre:Pif le mag(depuis 2020)
Le 13 décembre 2020, est annoncée la parution du premier numéro du trimestriel Pif le mag qui se veut écologique avec trois gadgets dits « écolos » (dont un sapin à planter), pour 5,90 euros et 84 pages. Frédéric Lefebvre, ancien porte-parole de l'UMP et ancien secrétaire d'État du Commerce, a notamment participé à la relance du magazine,.
Cette nouvelle parution de Pif Gadget joue sur l'écologie en annonçant « plus jamais de gadget en plastique non recyclé, pas de colle synthétique, pas de vernis UV ». Il n'y a pas de BD à suivre dans le premier numéro. On trouve dans le magazine les BD traditionnelles de Pif comme Pif lui-même, Rahan, Placid et Muzo, le Concombre masqué, Gaston Lagaffe, Iznogoud, Boule et Bill, la Jungle en folie (depuis 1969), Léonard, Schtroumpfs, Yakari et également des nouvelles comme Aldebaran (seule série « à suivre »), Ducobu, Kid Paddle, le Petit Nicolas, etc.
En mai 2023, l'intitulé de la couverture de Pif le Mag devient Pif et son gadget.

#### Interview d'Emmanuel Macron dansPif le mag
Le président Emmanuel Macron a choisi ce magazine pour parler de sa réforme des retraites en avril 2023. Ce Pif le mag hors série n°6 du 25 mars 2023 est également le numéro anniversaire des 75 ans du magazine.
Interviews dans Pif le Mag:
- n°1: Nikos Aliagas et l'équipage de Tara
- n°2: Fred Testot
- n°3: Plantu et Jim Bauer
- n°4: Anne Goscinny et Ilan Debrabant
- n°5: Jean-Paul Rouve
- n°6: Kev Adams et Swan & Néo
- Hors série n°5: Eric Antoine
- n°7: Olivier Minne
- n°8: Kylian Mbappe et Jamel Debbouze
- n°9: Gilles Lellouche
- Hors série n°6: Emmanuel Macron et Christian Godard
- n°10: Stéphane Bern
- n°11: Christian Clavier
- n°13: le réalisateur Guillaume Maidatchevsky et Virginie Efira
- n°14: Artus et Elie Semoun[54]

## Contenu

### Présentation
Pif Gadget revendiquait originellement sa parution en histoires complètes par la mention « Tout en récits complets » écrite sur la couverture juste sous le titre, contrairement à la plupart des autres revues de bandes dessinées qui offraient toujours des histoires à suivre, forçant ainsi à la fidélisation du lecteur (Pilote, Tintin, Spirou, le Journal de Mickey, etc.). Cette mention a toutefois disparu en décembre 1973 avec le numéro 250 et l’apparition des premières histoires à suivre, reprenant ainsi le modèle de ses concurrents.
Il se caractérisait aussi par l'augmentation de son volume. Alors que son prédécesseur paraissait sous quarante-huit pages, Pif Gadget offrait quatre-vingts pages d'histoires comiques et d'aventure chaque semaine.
La variété des séries qu'il proposait était élevée. Le lecteur y trouvait de l'aventure animalière en couleur clairement enfantine comme Pif, Placid et Muzo, Pifou, Arthur le fantôme justicier. Certaines séries flirtaient avec un humour plus adulte comme Gai-Luron, Corinne et Jeannot ou La Jungle en folie, ou parodique comme Horace, cheval de l'Ouest. Il y trouvait aussi de l'aventure historique ou exotique dans un style réaliste en noir et blanc comme Docteur Justice, Corto Maltese, Rahan le fils des âges farouches, Teddy Ted le cow-boy aux yeux clairs, Les Pionniers de l'Espérance, Loup Noir, Bob Mallard, Le Grêlé 7/13, Ragnar le Viking, Jacques Flash l'homme invisible, Robin des Bois, Nasdine Hodja l'insaisissable…
Il se caractérisait enfin par son Journal des jeux d'une quinzaine de pages comprenant entre autres des tests (pourriez-vous être…), des mots croisés, des questions, des énigmes. Il se terminait par la page solutions pour respecter la formule de l'illustré « complet ». Du premier au numéro 46, un jeu concours primé à thèmes permettait de récompenser le lecteur gagnant d'une somme d'argent et d'un cadeau.
Gadgétus le « Journal du Gadget » était un troisième insert qui a développé à partir de 1970 (Gadget-journal du n°64 au 67 puis Gadgétus du n°68 au 276) une thématique autour du gadget de chaque semaine.

### Séries

#### Premières parutions des personnages comiques
Si les personnages comiques Pif le chien, Arthur, Pifou ou Gai-Luron existaient déjà lors du lancement de Pif Gadget et servirent d'ossature au nouveau magazine, ce dernier vit la naissance de nombreux autres personnages dont dix nouveaux firent leur entrée successivement en trois années seulement.

#### Premières parutions des personnages réalistes
De même que pour les personnages comiques, les personnages réalistes Teddy Ted, Ragnar le Viking, Les Pionniers de l'Espérance ou Bob Mallard existaient déjà lors du lancement de Pif Gadget et servaient d'ossature au nouveau magazine. Ce dernier a vu la naissance de nombreux autres personnages dont quatre : Rahan, Loup Noir, Corto Maltese et Docteur Justice ont fait leur entrée successivement en un peu plus d'une année seulement et ont marqué la bande dessinée française ; s'ajouteront au fil des ans des adaptations de télé-séries américaines comme Les Mystères de l'Ouest ou des séries originales comme Ayak.

### Gadgets
Chaque semaine dans Pif Gadget, devait être produit un objet, un jouet ou un jeu qui plaise autant aux garçons qu'aux filles, qui ne soit pas dangereux, facile à assembler si nécessaire et ne pas être volumineux, afin de pouvoir être distribué avec le journal. Le tout premier gadget est une paire de « lunettes sidérales », fabriquées en Lumaline. Les gadgets, s'ils étaient ingénieux, n'étaient pas toujours des nouveautés, tels le « Jeu de dames » ou le « Baromètre » (numéros 3 et 4). Il n'empêche que Pif Gadget réussit ce tour de force de créativité durant ses trente-cinq années d'existence.
Le gadget reste une surprise jusqu'au numéro 60, pour laquelle « la Poudre de vie » est annoncée par le numéro précédent du périodique. C'est à cette occasion que la mention sur la couverture « et son gadget surprise n°… » se transforme en « et son gadget n°… ». Elle évoluera encore au numéro 93, pour afficher enfin le titre « Pif Gadget ».
Certains gadgets seront repris lors de publications ultérieures du magazine. Le premier gadget est réédité lors de la parution du numéro 74. Le deuxième, la « cellophane thermo-sensible », est repris lors de la parution du numéro 171. Le cinquième, le poster avec dessins à révéler, l'est lors du numéro 47, et le sixième lors du numéro 62. Les sachets de soda du vingtième gadget seront à nouveau célébrés au numéro 76. Des timbres différents, du gadget numéro 34, se retrouveront aux cinq unes à partir du numéro 87. Les célèbres « Pifises » du numéro 60 honoreront à nouveau le numéro 447, ainsi que les « Pois sauteurs du Mexique » dans les numéros 137, 345 puis 1018.
Différents jeux de cartes accompagneront le magazine tout au long de ses publications (gadgets numéros 8, 11, 16, 17, 27, 33, 52…).
Le numéro 15 annoncera, pour la semaine suivante, un « colossal gadget lilliputien » qui ne correspondra pas au « Sorcier », jeu de magie de quatre cartes, offert avec le seizième numéro du magazine. De même, le numéro 287 annoncera pour la semaine suivante le gadget « Le ball-trap », qui sera remplacé par « Le souflobut » avec une page d'explications, sous le titre « Dernière minute : Hercule a cassé le gadget ». Ce gadget « cassé » est alors annoncé pour le numéro 291… À l'intérieur de ce numéro, un encart annonce que Hercule n'est pas arrivé à recoller les morceaux du gadget cassé et en propose un autre.
Le gadget du numéro 52 sera pour la rédaction l'occasion de confectionner un gadget particulier pour célébrer le premier anniversaire de la nouvelle formule.
Le numéro 84, contenant « La boîte à faire disparaître », est vendu sous blister, du fait de sa confection en matière plastique rigide. Puis, le numéro 87, à l'occasion du gadget « Une collection de timbres de Mongolie » présenté sur la couverture. Cet emballage se généralise ensuite à partir du numéro 99. En effet, le volume et la fabrication des gadgets en matière plastique ne permettent plus de les insérer au cœur du journal, comme lorsqu'ils étaient en carton. Afin de les préserver des risques de perte, 490 kilomètres de ruban plastiques sont alors nécessaires chaque semaine pour ensacher l'hebdomadaire.
En 1972, l'« Opération scientipif », à partir du Pif Gadget numéro 159, sans précédent dans la presse pour la jeunesse, offre pendant huit semaines, à raison d'un par semaine, huit gadgets basés sur des principes physiques élémentaires. Le but étant que les jeunes lecteurs fassent preuve d'ingéniosité et proposent d'autres applications avec leurs propres réalisations.
La même année, des numéros 189 à 191, Pif Gadget présente trois « super-gadgets » dont deux étaient la matérialisation d'éléments issus des aventures des héros réalistes du magazine.
L'année suivante, en 1973, à partir du numéro 211, le magazine offre pendant six semaines la série « Magigadget », composée chaque semaine d'un gadget et d'un chapitre du Grand Livre de la Magie qui permettait aux jeunes lecteurs de devenir magiciens et de monter un spectacle de magie.

## Auteurs
- Louis Cance
- Carali
- André Chéret
- François Corteggiani
- Mic Delinx
- Luc Deroubaix
- Jean-Pierre Dirick
- Christian Godard
- Christian Goux
- Roger Lécureux
- Fabrizio Petrossi
- Curd Ridel

## Récompenses
- Grand Prix et Prix « Phenix » de la bande dessinée 1969 :
  - La Société française de la Bande dessinée décerne en 1969 son « Grand Prix » aux Pionniers de l'Espérance. Son « Prix de la meilleure bande dessinée réaliste et d'aventure » va à Ragnar le Viking et son « Prix de la meilleure bande dessinée comique » à Gai-Luron, toutes trois publiées par Pif Gadget.
- Prix international du meilleur journal de bandes dessinées 1970 :
  - Au congrès de Lucca en Italie dei Comics (de la bande dessinée) de 1970 Pif Gadget reçoit le « Yellow Kid » pour son effort de promotion de la bande dessinée[62].
- Prix international de la meilleure bande dessinée 1970 :
  - Au congrès dei Comics (de la bande dessinée) de Lucques (Italie) de 1970 Corto Maltese reçoit le « Yellow Kid » de la meilleure bande dessinée[63].
- Grands Prix et Prix « Phénix » de la bande dessinée 1970 :
  - La Société française de la bande dessinée décerne en 1970 ses « Grand Prix » à Hugo Pratt pour Corto Maltese, et à Jean Tabary pour Corinne et Jeannot. Son prix de la recherche à Mattioli pour M. le Magicien et une mention spéciale à Mic Delinx pour La Jungle en folie. Quatre créateurs de Pif Gadget[64].
- Grand Prix du dessin de presse 1971 :

Le Syndicat national des dessinateurs de presse attribue leur prix « meilleure bande dessinée » au créateurs de La Jungle en Folie.
- Prix « Phénix » de la bande dessinée 1972 :
  - Prix de la meilleure bande dessinée française d'aventure à Jérémie.
  - Prix du meilleur scénario d'humour à La Jungle en Folie, toutes deux publiées par Pif Gadget.
- Prix international du meilleur dessinateur étranger 1973 :
  - Eduardo Coelho reçoit le Yellow Kid du meilleur dessinateur étranger pour Robin des Bois au 9e Salon International de la bande dessinée de Lucca (Italie).
- Prix « Phénix » de la bande dessinée 1973 :
  - Guillermo Mordillo reçoit le prix « Phénix » de l'humour, décerné par la Société française de la bande dessinée.

## Marketing
En 1978, un autocollant, « La main de Pif », est inclus dans le magazine avec consigne de le coller à l'arrière de la voiture de ses parents. On pouvait ainsi être tiré au sort dans la rue par une équipe du journal et gagner un cadeau.
C'était là surtout une excellente opération marketing pour le journal. Corollaire inattendu, pour toute une génération, le badge « Touche pas à mon pote » apparu quelques années plus tard, d'abord de couleur jaune, rappela la fameuse « Main de Pif ».

## Versions étrangères
Des magazines dérivés de Pif Gadget ont été publiés sous divers titres en Europe et en Amérique. En Allemagne : Yps. En Espagne et en Roumanie : Pif. En Suède: Jippo et Yps (via la version allemande). Au Canada : Piforama.

## Pif Gadgetet l'Éducation nationale
Pour la rentrée scolaire 1973, les éditions Nathan publient un livre de classe pour les collégiens de sixième et cinquième sur la bande dessinée. Écrit par deux professeurs, l'un de dessin et l'autre de français, il a pour titre : Le Français et la bande dessinée. Chaque cours aborde un aspect de ce thème, en présentant par exemple une page de Rahan ou de Docteur Justice et en expliquant les leçons éducatives contenues dans le récit, le dessin, le découpage, etc.

### Filmographie
- Guillaume Podrovnik, Pif, l'envers du gadget, Flach Film Production - Arte France, 2014, 52 min. Documentaire français consacré à Pif Gadget, agrémenté de témoignages des anciens rédacteurs, dessinateurs et lecteurs du magazine (première diffusion sur Arte France le 31 janvier 2015). Présentation sur Le Monde.